# أبو شانك (بهمنشير الجنوبي)
أبو شانك (بالفارسية: ابوشانک) هي قرية تقع في إيران في قسم بهمنشير الجنوبي الريفي. يقدر عدد سكانها بـ 1,031 نسمة .